# Neuhausen (Erding)
Neuhausen ist ein Gemeindeteil der Großen Kreisstadt Erding im Landkreis Erding, Oberbayern.

## Lage
Der Weiler liegt rund drei Kilometer südwestlich von Erding. 

## Geschichte
Bis zur Gemeindegebietsreform gehörte Neuhausen zur Gemeinde Altenerding. Am 1. Mai 1978 wurde diese im Zuge der Gemeindegebietsreform in die Stadt Erding eingemeindet.